# 門羅鎮區 (明尼蘇達州萊昂縣)
門羅鎮區（英語：Monroe Township）是位於美國明尼蘇達州萊昂縣的一個行政鎮區。

## 地方資料
門羅鎮區的面積為88.49平方千米，當中陸地面積為87.85平方千米，而水域面積為0.64平方千米。根據2020年美國人口普查的數據，當地共有人口181人，而人口密度為每平方千米2.05人。